# Olympische Sommerspiele 2008/Teilnehmer (Dschibuti)
| Gelbes Symbol für Goldmedaillen mit stilisierten Olympischen Ringen | Graues Symbol für Silbermedaillen mit stilisierten Olympischen Ringen | Braundes Symbol für Bronzemedaillen mit stilisierten Olympischen Ringen |
| ------------------------------------------------------------------- | --------------------------------------------------------------------- | ----------------------------------------------------------------------- |
| —                                                                   | —                                                                     | —                                                                       |

Dschibuti war mit der Teilnahme an den Olympischen Sommerspielen 2008 in Peking insgesamt zum 7. Mal bei Olympischen Spielen vertreten. Die erste Teilnahme war 1984. Fahnenträger der Eröffnungsfeier war mit Ahmed Salah nicht ein aktueller Athlet, sondern der einzige Medaillengewinner des Landes.

## Leichtathletik
- Mahamoud Farah
Männer, 1500-Meter-Lauf
- Fathia Ali Bouraleh
Frauen, 100 Meter Sprint